# Versprechen (Spieltheorie)
Das Versprechen, im spieltheoretischen Sinne, ist ein bedingter strategischer Zug, der eine Aktion des Gegenspielers an eine Belohnung bindet.
Befinden sich die Spieler z. B. im Gefangenendilemma, bestärkt ein Versprechen den Gegenspieler den Status quo aufrechtzuerhalten. Die Glaubwürdigkeit des Versprechens ist dabei wichtig und kann durch eine Selbstbindung an den Aktionsplan erreicht werden. Selbstbindung und Aktionsplan sind Elemente des strategischen Zuges. Der Gegenspieler muss noch vor seinem Zug Kenntnis von dem Versprechen haben, also wissen, mit welchen Reaktionen er zu rechnen hat. Das Versprechen kann zudem der nicht-kooperativen Spieltheorie, respektive den nicht-kooperativen Spielen zugeordnet werden. Nicht-kooperative Spiele sind dadurch gekennzeichnet, dass eine Kooperation vorher nicht festgelegt wurde und sich kein Spieler an diese binden muss. Dennoch ist eine Kooperation nicht ausgeschlossen.

## Arten von Versprechen
Im Wesentlichen werden zwei Arten von Versprechen unterschieden, das erzwingende und das abschreckende Versprechen. Eine weitere Ausprägung ist die leere Versprechung, die aber, im Vergleich zu den beiden zuvor genannten, keine so wichtige Stellung einnimmt.

### Erzwingende Versprechen
Ein erzwingendes Versprechen soll eine bestimmte Handlung des Gegenspielers aktiv auslösen. Das
nachfolgende Beispiel soll ein erzwingendes Versprechen verdeutlichen.
Im Laufe des Jahres erinnern die Eltern ihr Kind regelmäßig daran, dass es artig sein soll. Um dies zu erreichen, versprechen sie dem Kind viele schöne Geschenke vom Weihnachtsmann, wenn es sich entsprechend lieb verhält.
Mit der Aussicht auf die vielen schönen Geschenke zu Weihnachten, die eine Belohnung darstellen, wollen die Eltern ein gutes Verhalten des Kindes erzwingen. Die Glaubwürdigkeit dieser Aussage muss durch ein entsprechendes Verhalten der Eltern vermittelt werden. So sollte also im Jahr zuvor zur Bescherung ein Weihnachtsmann mit einer Rute dem Kind seine guten und schlechten Taten aufzählen sowie deren Auswirkungen auf die Geschenkeausbeute klarmachen.

### Abschreckende Versprechen
Ein abschreckendes Versprechen dient wiederum der Unterlassung einer unschönen Handlung. Anders ausgedrückt soll ein nicht erwünschtes Verhalten mit einem Versprechen verhindert werden. Als Beispiel sollen wieder die Eltern und ihr Kind herangezogen werden.
Vor einem Arztbesuch versprechen die Eltern ihrem Kind, dass sie mit ihm danach ins Kino gehen, wenn es bei der beim Arzt stattfindenden Impfung nicht weint. Die unschöne Handlung ist in diesem Falle das Weinen des Kindes bei der Impfung. Genau dieses Verhalten soll das Kind unterlassen. Dieses Unterlassen soll mit der Aussicht auf die Belohnung, den nachfolgenden Kinobesuch, hervorgerufen werden. Um das Versprechen glaubwürdig zu machen, könnten die Eltern mit dem Kind zusammen vor dem Arztbesuch die Karten für die Vorstellung reservieren.

### Leere Versprechen
Leere Versprechen sind dadurch charakterisiert, dass die Glaubhaftigkeit des Eintretens der Belohnung eingeschränkt ist. Die Eintretenswahrscheinlichkeit der Belohnung für den Gegenspieler ist sehr gering oder gar nicht vorhanden. Dabei ist wichtig, dass dem
Gegenspieler dieser Umstand bekannt ist. Im Beispiel für ein leeres Versprechen soll auf das des erzwingenden Versprechens Bezug genommen werden.
So sind in der neuen Situation bereits alle Plätze für den Film verkauft und dieser Umstand ist dem Kind bekannt. Das Versprechen, nach dem Arztbesuch ins Kino zu gehen, sofern das Kind nicht weint, hat für das Kind an Glaubwürdigkeit verloren. Die Eintretenswahrscheinlichkeit der Belohnung ist also für den Gegenspieler gesunken, was wiederum eine Änderung seiner Handlungsstrategie zur Folge haben kann.

## Belege
1. ↑  vgl. Professor Rieck's Spieltheorie-Seite
2. ↑  vgl. Sieg, S. 32